# Fitnah (cráter)
Fitnah es un cráter de impacto en el hemisferio norte de Encélado, una luna de Saturno. Fitnah se observó por primera vez en imágenes de Cassini-Huygens durante el sobrevuelo de Encélado de dicha misión en febrero de 2005. Se encuentra a 45.1° N, 290.6° O, y tiene 16.5 kilómetros de diámetro. La topografía del cráter de impacto parece muy suave, lo que sugiere que ha experimentado una importante relajación viscosa desde su formación, dejando solo el borde elevado.
El cráter recibe su nombre de un personaje del "Cuento de Ghanim bin Ayyub, el Angustiado, el Esclavo del Amor" de El Libro de las Mil y una Noches. El personaje es hija de Ayyub y hermana de Ghanim, y cerca del cráter Fitnah se encuentran cráteres llamados Ghanim y Ayyub.